# Rydzek
Rydzek – osada leśna w Polsce położona w województwie opolskim, w powiecie kluczborskim, w gminie Lasowice Wielkie.